# Ричард Озмън
Ричард Озмън (на английски: Richard Osman) е популярен английски телевизионен водещ на редица телевизионни програми, излъчвани по ITV, Channel 4 и BBC, телевизионен продуцент, комедиант, сценарист и писател на произведения в жанра трилър, криминален роман и документалистика.

## Биография и творчество
Ричард Томас Озмън е роден на 28 ноември 1970 г. в Билерикай, Есекс, Англия, в семейството на Дейвид Озмън и Бренда Райт. Има един по-голям брат, който става музикант, бас китарист на рок групата Suede. Роден е с нистагъм, заболяване на очите, което значително намалява зрението му, а също има и хранителна зависимост. Израства в Къкфийлд близо до Хейуърдс Хийт, Западен Съсекс. Когато е деветгодишен баща му напуска семейството, а майка му работи като учителка, за да ги издържа. Още в гимназията в Къкфийлд е редовен сътрудник на неделното музикално шоу с отворен достъп Turn It Up по Би Би Си. В периода 1989 – 1992 г. следва политически науки и социология в Тринити Колидж на Кеймбриджкия университет.
След дипломирането си работи като изпълнителен продуцент на британски игрови предавания, включително Deal or No Deal, сатиричната комедия на Channel 4 8 Out of 10 Cats и 10 O'Clock Live. Става творчески директор на телевизионната компания Endemol UK, и заедно с приятеля си от университета Александър Армстронг от 2009 г. води предаването Pointless по Би Би Си, което напуска през 2022 г. след 1300 епизода в 30 сезона. Работи и по други забавни предавания в ITV, и като автор на сценарии за BBC One и за Channel 4. През 2005 г. той е съсценарист на анимационния филм на Channel 4 „Бромуел Хай“.
Първата му книга „100-те най-безсмислени неща в света“ е издадена през 2012 г. в съавторство с Александър Армстронг, следвани от още няколко съвместни документални книги. Първият му художествен роман „Криминален клуб „Четвъртък“ от едноименната поредица е издаден през 2020 г. В историята, в спокойното и луксозно пенсионерско селце Купърс Чейс, четирима приятели на възраст над 70-те се събират всеки четвъртък, за да преглеждат и обсъждат неразкрити престъпления и се наричат „Криминален клуб „Четвъртък“. Когато един от инвеститорите в комплекса е открит мъртъв със стара снимка до тялото, а случаят се поема от млада и неопитна полицайка, те се оказват въвлечени в първия си истински случай. Романът става веднага бестселър, номиниран е за наградите „Едгар“ и „Антъни“ и получава отличието „Автор на годината“ на Британските литературни награди. Филмовите ѝ права са взети от компанията „Амблин Ентъртейнмънт“.
На 3 декември 2022 г. се жени за британската актриса Ингрид Оливър. Има две деца от предишен брак, който приключва с развод през 2007 г.
Ричард Озмън живее със семейството си в Чизик, Западен Лондон.

## Произведения

### Поредица „Криминален клуб „Четвъртък“ (Thursday Murder Club)
1. The Thursday Murder Club (2020)[1][2][3]
Криминален клуб „Четвъртък“, изд.: „Софтпрес“, София (2021), прев. Богдан Русев
2. The Man Who Died Twice (2021)
Човекът, който два пъти умря, изд.: „Софтпрес“, София (2022), прев. Богдан Русев
3. The Bullet That Missed (2022)
4. The Last Devil To Die (2023)

### Документалистика
- The 100 Most Pointless Things in the World (2012) – с Александър Армстронг[2]
- The 100 Most Pointless Arguments in the World (2013) – с Александър Армстронг
- The Very Pointless Quiz Book (2014) – с Александър Армстронг
- The A-Z of Pointless (2015) – с Александър Армстронг
- A Pointless History of the World (2017) – с Александър Армстронг[3]
- The World Cup of Everything (2017)
- Richard Osman's House of Games: 1,054 Questions to Test Your Wits, Wisdom and Imagination (2019) – с Алън Конър) Алън Конър

## Продуцентска дейност
- 1999 Boyz Unlimited – тв сериал
- 1998 – 1999 If I Ruled the World – тв сериал, 14 епизода
- 2004 Beat the Nation – тв сериал, 121 епизода
- 2004 Ban This Filth – тв сериал, 6 епизода
- 2005 – 2020 8 Out of 10 Cats – тв сериал, 55 епизода
- 2010 Alternative Election Night – тв сериал
- 2009 – 2010 You Have Been Watching – тв сериал, 15 епизода
- 2011 – 2013 10 O'Clock Live – тв сериал, 33 епизода
- 2012 – 2022 8 Out of 10 Cats Does Countdown – тв сериал, 137 епизода
- 2013 '8 Out of 10 Cats' Does 'Deal or No Deal' – тв шоу